# Duglazija
Duglazija (znanstveno ime Pseudotsuga menziesii) je iglasto drevo iz družine borovk, ki je samorasla v zahodnem delu Severne Amerike.

## Etimologija
Ime izvira iz grške besede pséudes (lažen) in Tsuga, zaradi podobnosti s tem rodom iglavcev. V preteklosti je namreč duglazija spadala v isti rod kot jelka, danes pa se imenuje po enem izmed največjih botanikov, Davidu Douglasu, ki je semena tega drevesa prinesel v Evropo.

## Opis
Duglazija je poleg Mamutovca eno največjih dreves na zemlji, saj lahko zraste v višino do 75 m ali več. Porašča velike gozdove Severne Amerike, vse do Kanade, dobro pa uspeva tako v nižinah kot v višjih legah. Velja za zelo prilagodljivo drevo, najbolj pa uspeva v hladnih področjih z debelo plastjo prsti.
Deblo drevesa je ravno in okroglo, lubje pa je sprva sivo in gladko, kasneje pa postane rdeče-rjavo in razpoka. Izloča veliko smole, veje pa so v mladosti prekrite s puhom, ki kasneje odpade. Iglice so mehke, dolge okoli 3 cm in imajo močan smolnat vonj. Duglazija se razmnožuje s semeni, ki dozorijo v jajčastih storžih, ki rastejo posamično na koncih poganjkov in so obrnjeni navzdol. Izmed temnih lusk storža molijo na plano trodelne, svetle brakteje. Moški cvetovi so manjši storžki, ki po navadi rastejo za ženskimi.
Les duglazije je zelo kakovosten, drevo pa raste hitro, zaradi česar je duglazija gospodarsko zelo pomembna drevesna vrsta.
Najvišje drevo v Sloveniji in šesto najvišje v Evropi je 67 m visoka duglazija, ki raste v celjsken mestnem gozdu.